# Collegio uninominale Umbria - 02 (Senato della Repubblica)
Il collegio elettorale uninominale Umbria - 02 è stato un collegio elettorale uninominale della Repubblica Italiana per l'elezione del Senato tra il 2017 ed il 2022.

## Territorio
Come previsto dalla legge elettorale italiana del 2017, il collegio era stato definito tramite decreto legislativo all'interno della circoscrizione Umbria.
Era formato dal territorio di 60 comuni: Acquasparta, Allerona, Alviano, Amelia, Arrone, Attigliano, Avigliano Umbro, Baschi, Bevagna, Calvi dell'Umbria, Campello sul Clitunno, Cannara, Cascia, Castel Giorgio, Castel Ritaldi, Castel Viscardo, Cerreto di Spoleto, Fabro, Ferentillo, Ficulle, Foligno, Fratta Todina, Giano dell'Umbria, Giove, Gualdo Cattaneo, Guardea, Lugnano in Teverina, Massa Martana, Monte Castello di Vibio, Montecastrilli, Montecchio, Montefalco, Montefranco, Montegabbione, Monteleone di Spoleto, Monteleone d'Orvieto, Narni, Nocera Umbra, Norcia, Orvieto, Otricoli, Parrano, Penna in Teverina, Poggiodomo, Polino, Porano, Preci, San Gemini, San Venanzo, Sant'Anatolia di Narco, Scheggino, Sellano, Spello, Spoleto, Stroncone, Terni, Todi, Trevi, Vallo di Nera, Valtopina.
Il collegio era parte del collegio plurinominale Umbria - 01.

## Eletti
| Elezione | Elezione | Senatore             | Partito |
| -------- | -------- | -------------------- | ------- |
|          | 2018     | Donatella Tesei      | Lega    |
|          | 2020 (S) | Valeria Alessandrini | Lega    |

## Dati elettorali

### XVIII legislatura
Come previsto dalla legge elettorale, 116 senatori erano eletti con sistema a maggioranza relativa in altrettanti collegi uninominali a turno unico.
| Candidati              | Candidati                 | Voti    | %     | Liste                    | Voti    | %     |
| ---------------------- | ------------------------- | ------- | ----- | ------------------------ | ------- | ----- |
|                        | Donatella Tesei ✔️ Eletto | 85 065  | 38,55 | Lega Salvini Premier     | 46 088  | 20,88 |
| Forza Italia           | Donatella Tesei ✔️ Eletto | 85 065  | 38,55 | 27 386                   | 12,41   |       |
| Fratelli d'Italia      | Donatella Tesei ✔️ Eletto | 85 065  | 38,55 | 10 623                   | 4,81    |       |
| Noi con l'Italia - UDC | Donatella Tesei ✔️ Eletto | 85 065  | 38,55 | 968                      | 0,44    |       |
|                        | Marco Moroni              | 61 891  | 28,04 | Movimento 5 Stelle       | 61 891  | 28,04 |
|                        | Simonetta Mignozzetti     | 56 671  | 25,68 | Partito Democratico      | 51 892  | 23,51 |
| +Europa                | Simonetta Mignozzetti     | 56 671  | 25,68 | 3 392                    | 1,54    |       |
| Italia Europa Insieme  | Simonetta Mignozzetti     | 56 671  | 25,68 | 704                      | 0,32    |       |
| Civica Popolare        | Simonetta Mignozzetti     | 56 671  | 25,68 | 683                      | 0,31    |       |
|                        | Raffaella Chiaranti       | 6 607   | 2,99  | Liberi e Uguali          | 6 607   | 2,99  |
|                        | Claudio Serrani           | 3 096   | 1,40  | CasaPound                | 3 096   | 1,40  |
|                        | Maura Coltorti            | 2 401   | 1,09  | Potere al Popolo!        | 2 401   | 1,09  |
|                        | Giuseppa Di Miceli        | 1 791   | 0,81  | Partito Comunista        | 1 791   | 0,81  |
|                        | Gabriella Mailia          | 1 403   | 0,64  | Il Popolo della Famiglia | 1 403   | 0,64  |
|                        | Irma Trombetta            | 937     | 0,42  | Italia agli Italiani     | 937     | 0,42  |
|                        | Manuela Trentini          | 577     | 0,26  | Partito Valore Umano     | 577     | 0,26  |
|                        | Sandro Colaiuda           | 246     | 0,11  | PRI - ALA                | 246     | 0,11  |
| Totale                 | Totale                    | 220 685 | 100   |                          | 220 685 | 100   |
|                        |                           |         |       |                          |         |       |
| Voti non validi        | Voti non validi           | 6 534   | 2,88  |                          |         |       |
| Votanti                | Votanti                   | 227 219 | 76,78 |                          |         |       |
| Elettori               | Elettori                  | 295 950 |       |                          |         |       |

#### Elezioni suppletive del 2020
|                               | Valeria Alessandrini ✔️ Eletto | Lega - Forza Italia - Fratelli d'Italia     | 23 552  | 53,74 |  |  |  |  |  |
|                               | Maria Elisabetta Mascio        | Partito Democratico - Sinistra Civica Verde | 16 669  | 38,03 |  |  |  |  |  |
|                               | Roberto Alcidi                 | Movimento 5 Stelle                          | 3 282   | 7,49  |  |  |  |  |  |
|                               | Armida Gargani                 | Riconquistare l'Italia                      | 325     | 0,74  |  |  |  |  |  |
| Totale                        | Totale                         | Totale                                      | 43 828  | 100   |  |  |  |  |  |
|                               |                                |                                             |         |       |  |  |  |  |  |
| Voti non validi               | Voti non validi                | Voti non validi                             | 752     | 1,69  |  |  |  |  |  |
| Votanti                       | Votanti                        | Votanti                                     | 44 580  | 14,55 |  |  |  |  |  |
| Elettori                      | Elettori                       | Elettori                                    | 306 382 |       |  |  |  |  |  |
|                               |                                |                                             |         |       |  |  |  |  |  |
| Data: 8 marzo 2020            |                                |                                             |         |       |  |  |  |  |  |
| Fonte: Ministero dell'interno |                                |                                             |         |       |  |  |  |  |  |